# محمود محسن
محمود محسن( -1868)، هو حمود بن علي بن احمد بن محسن بن أحمد الشريف، عالم دين تونسي.
حصل على وظيفة الإمام الأكبر لجامع الزيتونة الذي يضم واحدة من أقدم المؤسسات التعليمية في العالم.
ولد في عائلة من الطبقة الأرستقراطية الشريفة بتونس، وينحدر من أحمد الشريف وهو نفسه من فرع شريف من الهند محمود محسن هو ابن علي محسن نفسه إمام جامع الزيتونة. تعلم القرآن الكريم والعلوم الدينية. ومن بين أساتذته حسن بن عمر، وحسن الشريف طاهر بن مسعود. عينه حسين باي الثاني الإمام الثالث في جامع الزيتونة. عند وفاة الشيخ سيدي إبراهيم الرياحي، شغل منصب الإمام الأكبر في جامع الزيتونة من 1851 حتى وفاته في عام 1868. وحل محله ابن أخيه محمد بن محمد محسن.